# Ejido Cajón Ojo de Agua Número Dos
Ejido Cajón Ojo de Agua Número Dos är en ort i Mexiko.   Den ligger i kommunen Rosario och delstaten Sinaloa, i den centrala delen av landet, 800 km nordväst om huvudstaden Mexico City. Ejido Cajón Ojo de Agua Número Dos ligger 10 meter över havet och antalet invånare är 1 750.
Terrängen runt Ejido Cajón Ojo de Agua Número Dos är platt. Runt Ejido Cajón Ojo de Agua Número Dos är det glesbefolkat, med 15 invånare per kvadratkilometer. Närmaste större samhälle är Agua Verde, 0,81 km söder om Ejido Cajón Ojo de Agua Número Dos. Omgivningarna runt Ejido Cajón Ojo de Agua Número Dos är en mosaik av jordbruksmark och naturlig växtlighet.